# Roberto Colombo (musicista)
Roberto Sergio Colombo (Milano, 29 aprile 1951) è un tastierista, arrangiatore e produttore discografico italiano.

## Biografia
È noto soprattutto per i lavori di sonorizzazione per programmi radiotelevisivi: sono di sua composizione, tra gli altri, il motivo d'accompagnamento della sigla dell'edizione italiana delle prime stagioni della soap opera Beautiful, Viaggiando, sigla del programma RaiStereoNotte, i jingle del telegiornale Studio Aperto, delle rubriche meteorologiche dei canali RTI, nonché Segnatempo, sottofondo del segnale orario di Canale 5. Molti dei suoi lavori di tale fattispecie sono stati pubblicati in EP e come singoli digitali negli anni 2010.
Collaboratore della Premiata Forneria Marconi (PFM), debutta come arrangiatore col secondo LP di Ivan Cattaneo "Primo secondo e frutta (Ivan compreso)", e bissa nel 1979 con Superivan, terzo album di Cattaneo, realizzato interamente con la PFM. Per quest'ultima, cura in quel periodo alcuni nuovi arrangiamenti per Sally e Via del campo, composizioni di Fabrizio De André già note al pubblico, in prospettiva della tournée che vede il cantautore genovese accompagnato proprio dal complesso milanese per 33 date tra la fine del 1978 e l'inizio del 1979, alle quali Colombo prende parte nel ruolo di tastierista aggiunto, e da cui furono ricavati due album dal vivo (Fabrizio De André in concerto - Arrangiamenti PFM e Fabrizio De André in concerto - Arrangiamenti PFM Vol. 2º). Gli arrangiamenti creati per Faber nel tempo sono stati non solo assai apprezzati dalla critica, ma lo stesso De André ne ha sempre riconosciuto il grande valore, in quanto capaci di rinnovare il suo repertorio, nonché influenzare decisivamente gli sviluppi successivi del suo percorso creativo.
Nella seconda metà degli anni settanta pubblica tre album solisti di progressive, influenzati dalla musica di Frank Zappa: Sfogatevi bestie (1976), Botte da orbi (1977) e Astrolimpix (1980), di recente ristampati su CD.
Attivo da anni nel panorama musicale italiano, ha curato numerose produzioni sanremesi tra le quali il brano Vacanze romane dei Matia Bazar dei quali è produttore storico. Ha prodotto, tra l'altro, dischi di Giuni Russo, Alberto Camerini, Garbo, Le Orme, Fabio Rigato, i Matia Bazar, Miguel Bosé, Morgan, Enzo Jannacci, arrangiatore per Adriano Celentano, Edoardo Bennato, oltre a tutta la discografia solista di Antonella Ruggiero, di cui è il marito.
Colombo è direttore artistico dell'etichetta musicale Liberamusic, che annovera tra i suoi prodotti i lavori dei chitarristi Maurizio Colonna e Frank Gambale e del percussionista Ivan Ciccarelli, oltre alla musica di Antonella Ruggiero. Senza dimenticare una collaborazione prestigiosa come quella con la cantante e compositrice originaria di Tuva Sainkho Namtchylak nell'album "Stepmother city” (2000).
Ha spesso diretto l'orchestra del Festival di Sanremo. È uno dei più importanti produttori technopop italiani.
Il suo ultimo prodotto è Pomodoro genetico (2008), realizzato con la moglie Antonella Ruggiero. Il progetto musicale è composto da una base elettronica a tinte forti, poco ritmica e che non deborda nella musica dance, a cui si aggiunge la sonorità dell'orchestra d'archi composta da professori del Maggio Musicale Fiorentino. Le emozioni del progetto sono espresse musicalmente e visivamente. Infatti i brani di Antonella Ruggiero e di Roberto Colombo hanno ispirato uno dei più significativi e originali videoartisti: Fabio Massimo Iaquone, che è stato affiancato dal giovane regista Luca Attilii nella realizzazione del video Attesa.
L'8 novembre 2019 esce il suo nuovo lavoro dal titolo La musica del buonumore, su etichetta Liberamusic, che contiene tre CD e una chiavetta USB.
Il 21 marzo 2024 viene pubblicato, a nome Antonella Ruggiero e Roberto Colombo, Altrevie, progetto discografico contenente nuove musiche in cui sono state utilizzate le voci del primo lavoro solista di Antonella, Libera del 1996, riprese con la tecnica del “reverse”. Con la tecnica del “nastro al contrario”, già in uso negli anni ‘60 e ’70, in cui la voce viene riregistrata e riletta al contrario, si ottiene un effetto particolare che rende la voce stessa completamente incomprensibile, come se si trattasse di una nuova lingua. La voce processata è stata poi tagliata in spezzoni, con i quali sono state concepite delle nuove composizioni, dalla sonorità decisamente elettronica. Il risultato finale di Altrevie non è in alcun modo riconducibile alla produzione originale di Libera.

## Discografia

### Album
- 1976 - Sfogatevi bestie (Ultima Spiaggia)
- 1977 - Botte da orbi (Ultima Spiaggia)
- 1980 - Astrolimpix (Ciao Records)
- 2019 - La musica del buonumore (Liberamusic)
- 2024 - Altrevie (Liberamusic)

### Singoli
- 1976 - Sono pronto/Assurdo p. II (Ultima Spiaggia)
- 1980 - The mighty team/Gimme lovin' (Ciao Records)